# Анзабегово-Вршник

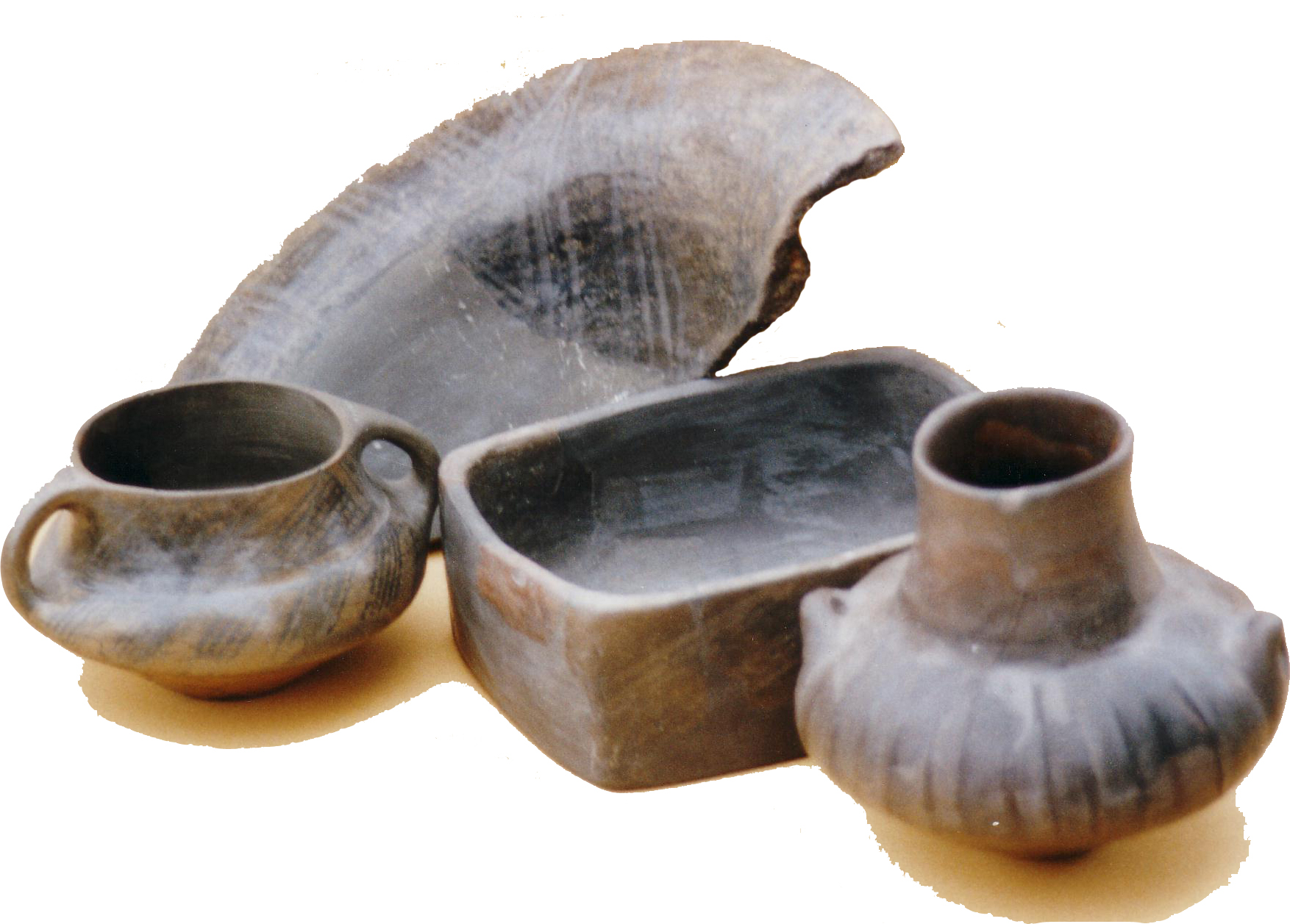
Керамика из поселения Пилаво близ Кочани

Культура Анзабегово-Вршник — археологическая культура эпохи раннего-среднего неолита. Существовала на территории современной Республики Македонии около 5300 — 4200 гг. до н. э.. Входила в состав балкано-анатолийского комплекса. Названа по двум археологическим памятникам, Анзабегово близ Штипа и Вршник близ Виницы.
Развитие культуры подразделяется на 4 стадии (Анзабегово-Вршник I—IV), а первая, в свою очередь, на три подстадии (Анзабегово-Вршник I-a-b-c). Первая фаза совпадает с ранним неолитом, а остальные три — со средним неолитом.
Памятники данной культуры расположены в долинах, например, р. Брегалница, а также в окрестностях Скопье. Сходные артефакты были также найдены в Болгарии, в долине р. Струма, и в Греции близ р. Вардар, что говорит об экспансии в соседние регионы.
Жилища культуры Анзабегово-Вршник I сооружались только из глины, тогда как на последующих фазах жилища были мазанками, имевшими небольшой фундамент, с полом, покрытым плитками.
Покойников всегда погребали вблизи жилищ, в скорченном положении, но без ориентации в сторону какой-либо части света.
На протяжении 4 периодов существования культуры в ней появились 3 типа керамики. Первый представлял собой сосуды с тонкими стенками светлых цветов (благодаря обжигу) с добавлением крупинок слюды. Второй тип: грубые, без орнамента. Третий: более редкий, представлял собой также грубые сосуды, с толстыми стенками, однако изготовленные из глины, смешанной с раздробленной галькой. На фазах I и III преобладала красная керамика, тогда как на фазе IV керамика была серой и чёрной. Керамика фазы II характеризуется серым и коричневым цветом, а также ребристым орнаментом. Сосуды фазы I часто украшены белой краской в виде полос, треугольников и растительного орнамента.